# 那須村
那須村（なすむら）は、栃木県の北東部、那須郡に属していた村である。現在の那須町は1954年（昭和29年）に新設合併で発足したもので、本村とは別の自治体である。

## 地理
- 河川：那珂川、湯川、黒川、余笹川

## 歴史
- 1889年（明治22年）4月1日 町村制施行により、寺子村の一部、高久村、大島村、漆塚村、湯本村、豊原村が合併し那須郡那須村が成立する。
- 1947年（昭和22年）9月8日 - 昭和天皇の戦後巡幸（香淳皇后も同行）。慈生会那須農場を訪問。高久小学校に村民奉迎場が設営された[1]。
- 1954年（昭和29年）11月3日 芦野町、伊王野村と合併し那須町を新設する。